# José Pedro Machado

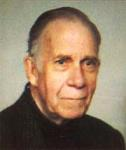
José Pedro Machado

José Pedro Machado  (* 8. November 1914 in Faro; † 26. Juli 2005 in Lissabon) war ein portugiesischer Romanist, Arabist und Lexikograf.

## Leben und Werk
Machado wuchs in Lissabon auf, war Schüler von Manuel Marques Braga (1877–1964), studierte an der dortigen Universität Romanische Philologie bei David Lopes und schloss 1938 ab mit einer Arbeit über die Arabismen im Wörterbuch von Antenor Nascentes. Die vorgesehene Tätigkeit als Lektor in Algier scheiterte am Kriegsausbruch. Misshelligkeiten während seiner Assistententätigkeit an der Universität veranlassten ihn, in das Gymnasialwesen zu wechseln, wo er bis zu seiner Pensionierung 1979 (in Lissabon) verblieb. Aber auch außerhalb der Universität entfaltete er eine weitgespannte Gelehrtentätigkeit, vor allem lexikografischer Art, die ihm zahlreiche Ehrungen und Mitgliedschaften in Akademien und Wissenschaftlichen Gesellschaften einbrachten, namentlich als Académico de Número (später de Mérito) in der Academia Portuguesa da História. Machado war verheiratet mit der Romanistin Elza Paxeco Machado.

## Werke

### Wörterbücher
- (Bearbeiter mit Augusto Moreno und Ersilio Cardoso, 1911–1996)  António de Morais Silva, Grande dicionário da língua portuguesa, 10. Auflage, 12 Bde., Lissabon 1949–1958.
- Dicionário Etimológico da Língua Portuguesa, 2 Bde., Lissabon 1956–1959; 3 Bde., Lissabon 1967,  5 Bde., 1977, 8. Auflage, 2003 (1. Faszikel, 1952).
- Dicionário da Língua Portuguesa, 7 Bde., Lissabon 1958–1971.
- Dicionário Onomástico Etimológico da Língua Portuguesa, 3 Bde., 1981–1984, 1993, 2003.
- Vocabulário Português de Origem Árabe, Lissabon 1991, 1997.
- O Grande Livro dos Provérbios, Lissabon 1996, 1998, 2005, 2011.
- Grande Vocabulário da Língua Portuguesa, 2 Bde., Lissabon 2000–2001.

### Weitere Wissenschaft (Auswahl)
- Breve História da Linguística, Lissabon 1942.
- (Hrsg. mit Elza Paxeco Machado) Cancioneiro da Biblioteca Nacional (Colocci-Brancuti), 8 Bde., Lissabon 1949–1964 (in: Revista de Portugal).
- Influência Arábica no Vocabulário Português, 2 Bde., Lissabon 1958–1961.
- Factos, Pessoas e Livros. Comentários através dos tempos, 5 Bde., Lissabon, Livraria Portugal, 1971 (1+2), 1981, 1991, 2006.
- (Hrsg. und Übersetzer) Alcorão, Lissabon 1979 (Koranübersetzung).
- Palavras a Propósito de Palavras. Notas Lexicais, 1992, 1998.
- Estrangeirismos na Língua Portuguesa, Lissabon 1994, 1997.
- Ensaios Literários e Linguísticos, Lissabon 1995.
- Ensaios Histórico-Linguísticos, Lissabon 1996.
- Ensaios Arábico-Portugueses, Lissabon 1997.